# Oldsmobile Cutlass Ciera
L'Oldsmobile Cutlass Ciera o Oldsmobile Ciera, va ser un cotxe de tipus mid size fabricat els anys 1982 a 1996 a les plantes d'Oklahoma City, Oklahoma, Framingham, Massachusetts, Doraville, Georgia i Sainte-Thérèse, Quebec (fins al 1991) per Oldsmobile, una divisió de General Motors.
Construït sota el xassís A, basada amb la X, que compartia amb el Oldsmobile Cutlass Cruiser, Chevrolet Celebrity, Pontiac 6000 i Buick Century. Les carrosseries del Cutlass Ciera són una coupe de 2 portes i una sedan de 4 portes. Una versió familiar va ser afegida el 1984, el Cutlass Cruiser.
Durant l'època del Cutlass Ciera, Oldsmobile va fabricar dos altres models de Cutlass diferents: El Cutlass Calais, un cotxe més petit i el Cutlass Supreme, de majors dimensions.
El Cutlass Ciera era un redisseny del Cutlass d'Oldsmobile. El mercat l'ha acollit molt bé i les seves vendes van ser molt altes. 11.900.000 Cutlass s'han fabricat durant els 38 anys en què s'ha venut la família Cutlass.
Destacar d'aquest model d'Oldsmobile les preparacions de fàbrica, que van tenir molt bona acollida: Holiday coupe, GT, International i Eurosport (que inclou un kit de carrosseria específic).
En transmissions, opcions automàtiques de 3 i 4 velocitats i manuals de 4 velocitats.

## 1982-1988
Dimensions del Cutlass Ciera:

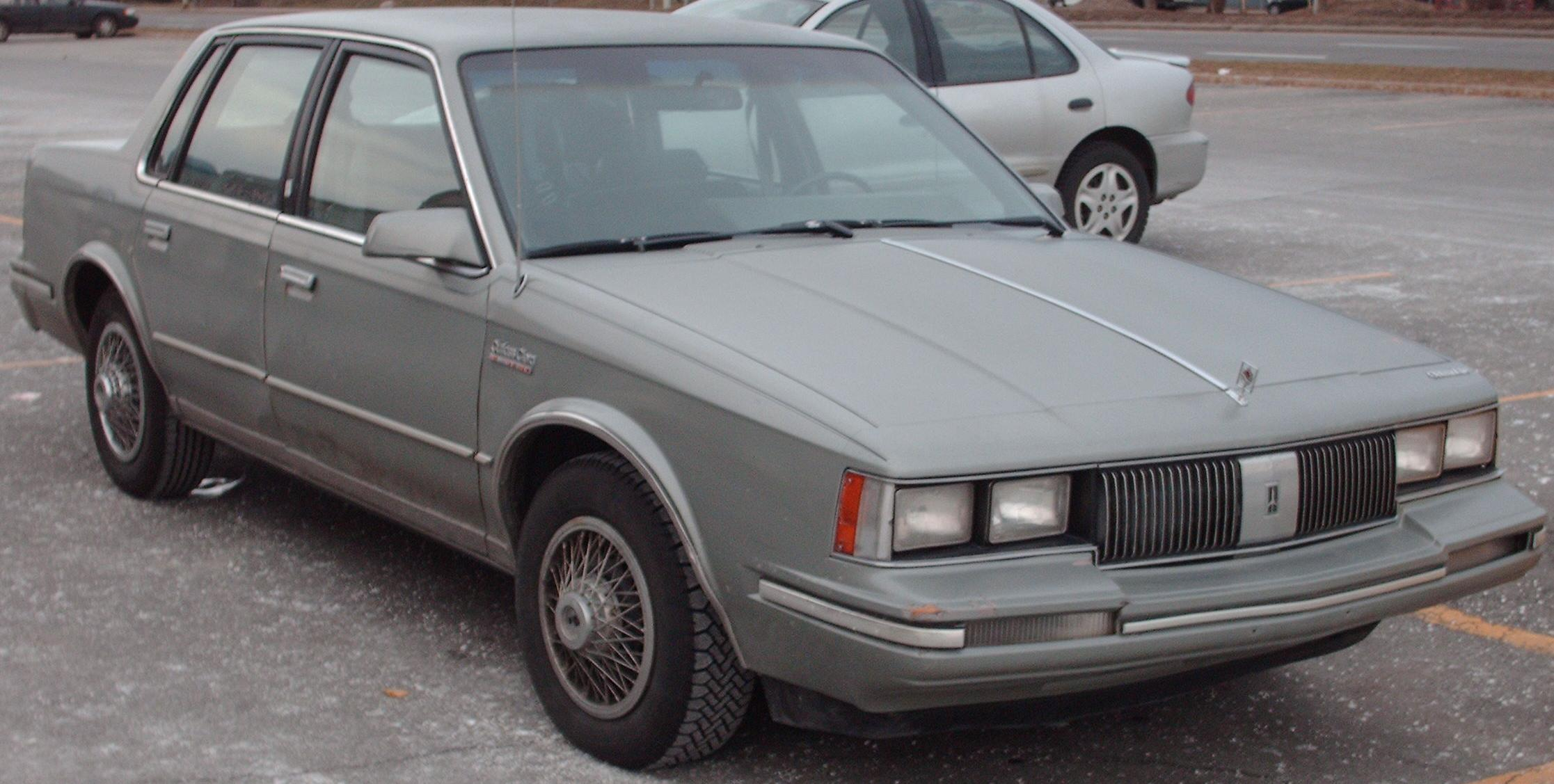
Oldsmobile Cutlass Ciera del 1982-1984

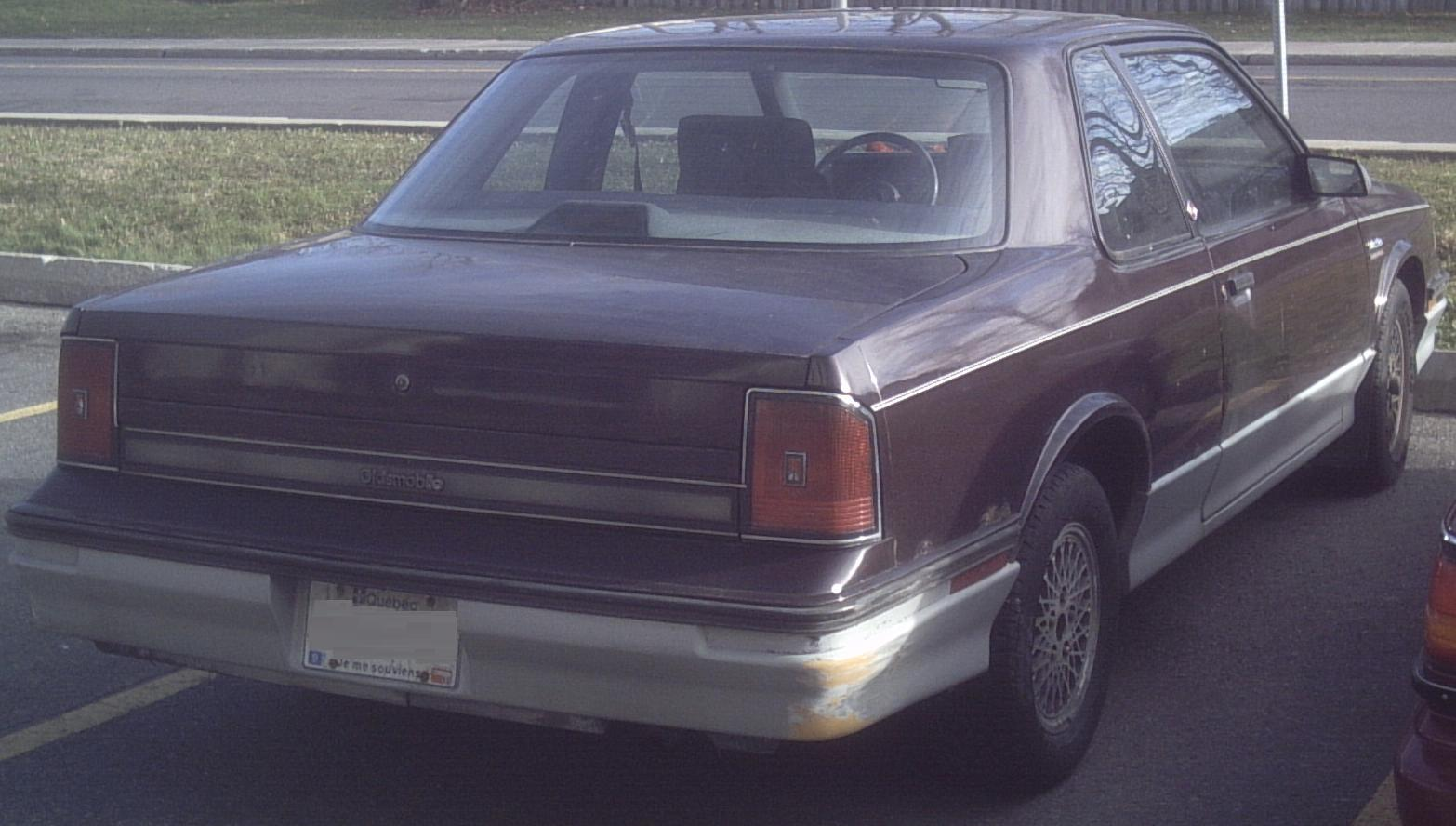
Oldsmobile Cutlass Ciera coupe del 1985-1988

Batalla (Wheelbase): 2,664 m (104.9 in)
Llargada (Length): 4,785 m (188.4 in)
Amplada (Width): 1,765 m (69.5 in)
Alçada (Height): 1,374 m (54.1 in)
Es presenta el Cutlass Ciera el 1982. Amb 3 paquets d'equipament, el "Base", "LS" i "Brougham". Podia elegir-se amb configuració de 5/6 seients. Mecànicament, el motor base era un 2.5L (151 in³) Iron Duke Tech 4 i en opció podia optar-se pel 3.0L (181 in³) Buick V6 i un 4.3L (263 in³) dièsel Oldsmobile V6. La transmissió era una automàtica de 3 velocitats.
El 1983 s'afegeix un paquet "ES" (paquet esportiu). L'any següent, el 1984, s'afegeixen 2 noves opcions de caixes de canvi: una manual de 4 velocitats (el 1985 desapareix) i una automàtica de 4 velocitats. El paquet "ES" al coupe desapareix el 1985. Pel 1986 es fan uns petits canvis cosmètics al Cutlass Ciera, com una nova graella. L'ES al coupe el substitueix el paquet "GT" el 1986. El 1987 l'ES sedan va canviar el nom a "GT".
Mecànicament el Cutlass Ciera va poder-se elegir entre el següent ventall de motors:
- 1982-1987 2.5L (151 in³) Iron Duke Tech 4 de 90 cv
- 1982-1988 2.8L (173 in³) Motor 60-Degree V6
- 1982-1985 3.0L (181 in³) Buick V6 de 110 cv
- 1982-1985 4.3L (263 in³) dièsel Oldsmobile V6
- 1986-1988 3.8L (231 in³) Buick V6 de 150 cv i 271 N·m
- 1988 2.5L (151 in³) Iron Duke Tech 4 98 cv i 183 N·m

## 1989-1996

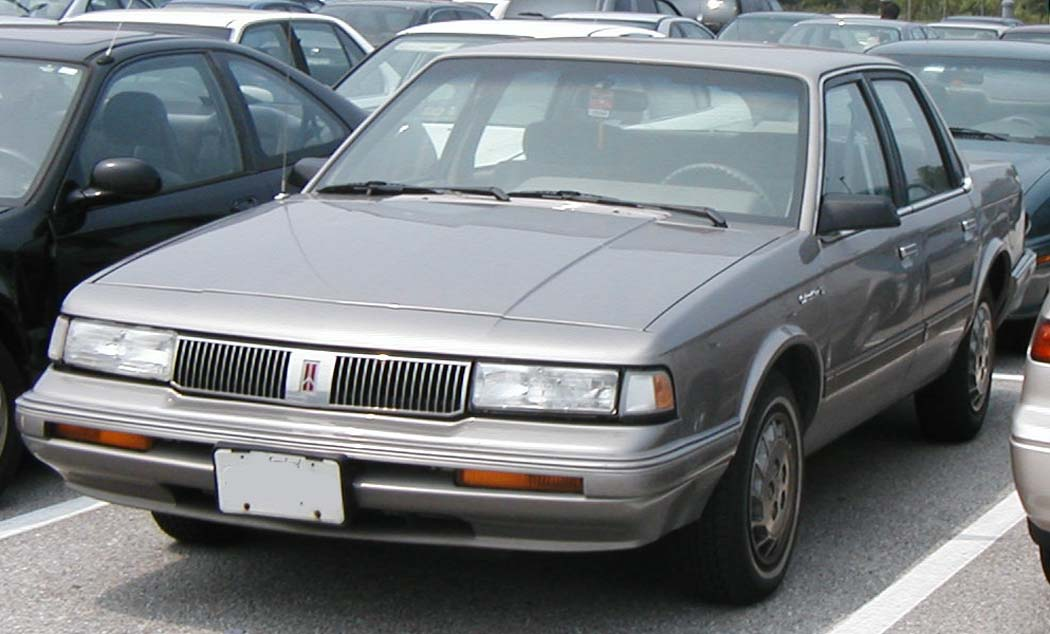
Oldsmobile Cutlass Ciera del 1989-1996

El 1989 el Cutlass Ciera rep un redisseny important. A part de convertir-se en el Oldsmobile amb millor sortida comercial, rep canvis al seu interior com exterior del cotxe, com un nou vidre posterior, nous llums, disseny del portaequipatge o una nova graella al frontal. També s'incrementen les mides del cotxe:
Batalla (Wheelbase): 2,664 m (104.9 in)
Llargada (Length): 4,833 m (190.3 in)
Amplada (Width): 1,765 m (69.5 in)
Alçada (Height): 1,374 m (54.1 in)
El 1991, la sèrie "International" desapareix. Els llums posteriors estan dividits amb 3 seccions. L'any següent, la versió coupe de 2 portes desapareix, així com el paquet "Base", quedant únicament el "S" i "SL".
El 1994, tots els models passen a anomenar-se Cutlass Ciera S. L'airbag de conductor passa a ser estàndard a tots els models, així com l'ABS. Com tots els Oldsmobile, existia un paquet anomenat "Special Edition", que incloïa les opcions que més demanaven els clients. Vista l'acollida de la "Special Edition", el 1995 passa a oferir-se amb aquest únic paquet, poden optar per la versió "Series I" i "Series II".
Finalment el 1996, el Cutlass Ciera va anomenar-se únicament Ciera. Deixa de fabricar-se al 30 d'agost del 1996, i se substituït als Estats Units pel Oldsmobile Cutlass, construït també a Oklahoma City, Oklahoma. A Canadà no es venia el Cutlass, per tant, deixant l'Intrigue com a únic mid size d'Oldsmobile al Canadà.
Mecànicament el Cutlass Ciera va poder-se elegir entre el següent ventall de motors:
- 1989 2.8L (173 in³) Motor 60-Degree V6 130 cv i 230 N·m
- 1989-1992 2.5L (151 in³) Iron Duke Tech 4 110 cv i 183 N·m
- 1989-1993 3.3L (204 in³) Buick V6 160 cv i 251 N·m
- 1993 2.2L (134 in³) Motor 122110 cv i 176 N·m
- 1994-1996 2.2L (134 in³) Motor 122 120 cv i 189 N·m
- 1994-1996 3.1L (191 in³) Motor 60-Degree V6 160 cv i 251 N·m

El Cutlass Ciera tenia com a competidors, al Chrysler New Yorker, Mercury Sable i Toyota Camry.

## Informació mediambiental i seguretat
L'Oldsmobile Cutlass Ciera del 1995 amb un motor 3.1L (191 in³) Motor 60-Degree V6 i una transmissió automàtica de 4 velocitats té un consum de 19 mpg ciutat / 29 mpg carretera l'equivalent a 8,1 l/100 per autopista i 12,4 l/100 per ciutat. Sobre emissions, el Cutlass Ciera emet 8,2 tones de CO₂ a l'atmosfera anualment.
L'Oldsmobile Cutlass Ciera del 1985 amb un motor 3.0L (181 in³) Buick V6 i una transmissió automàtica de 4 velocitats té un consum de 18 mpg ciutat / 25 mpg carretera l'equivalent a 9,4 l/100 per autopista i 13,1 l/100 per ciutat. Sobre emissions, el Cutlass Ciera emet 8,9 tones de CO2 a l'atmosfera anualment.
En seguretat, la NHTSA atorga 4 estrelles al Cutlass Ciera del 1995 en el test de xoc frontal 

## Emblema
Moltes unitats d'aquest model van ser equipats de sèrie amb un emblema que mostra les banderes de quinze països, inclosa la d'Espanya. Es dona el cas que la bandera espanyola mostra un símbol que recorda l'àliga de la bandera utilitzada pel règim franquista.